# Умершие в мае 2009 года
Это список известных людей, соответствующих установленным критериям значимости (см. Википедия:Критерии значимости персоналий), умерших в мае 2009 года.
Причина смерти указывается лишь в исключительных случаях (убийство, самоубийство, гибель в результате военных действий, смертная казнь, ДТП или несчастные случаи). В остальных случаях — не указывается.

## Список
- 1 мая — Гаянэ Хачатурян (66) — художница.
- 2 мая — Шмаков, Фёдор Иванович (92) — советский и белорусский актёр, народный артист СССР (1975).
- 2 мая — Щукин, Лев Кириллович (85) — Герой Советского Союза.
- 4 мая — Плахтий, Владимир Петрович (69) — советский и российский физик.
- 4 мая — Телешевская, Жанна Матвеевна (68) — создатель телекомпании АСВ, одной из первых негосударственных телекомпаний России.
- 4 мая — Дом Делуиз (75) — американский актёр, кулинар, продюсер, режиссёр.
- 5 мая — Владимир Махнач (61) — русский историк и православный просветитель.
- 5 мая — Овчаренко, Виктор Иванович (66) — российский философ, социолог, историк и психолог.
- 5 мая — Несис, Ефим Израилевич (86) — российский физик, заслуженный деятель науки.
- 5 мая — Флорес, Бенжамин (24) — Боксер-профессионал мексиканского происхождения.
- 6 мая — Вильям Александров (82) — русский советский и израильский писатель и журналист.
- 6 мая — Варенников, Валентин Иванович (85) — советский военачальник, генерал армии, Герой Советского Союза.
- 6 мая — Кононов, Михаил Борисович (61) — современный российский писатель и переводчик.
- 6 мая — Лосев, Лев Владимирович (71) — русский поэт, литературовед, эссеист.
- 6 мая — Алексей Морозов (81) — член научного совета по физике плазмы Российской академии наук, доктор физико-математических наук.
- 6 мая — Чамуха, Михаил Дмитриевич (90) — российский учёный-зоотехник, селекционер овец, член-корреспондент ВАСХНИЛ.
- 6 мая — Сима Эйвазова (75) — советский и азербайджанский дипломат, первый постоянный представитель независимого Азербайджана при ООН в Женеве.
- 8 мая — Пелых, Игорь Дмитриевич (35) — тележурналист, известный украинский телеведущий; автокатастрофа.
- 8 мая — Кургапкина, Нинель Александровна (80) — балерина, народная артистка СССР.
- 9 мая — Анатолий Рубинов (85) — советский и российский журналист, публицист, писатель.
- 9 мая — Дэйли, Чак (78) — американский баскетбольный тренер; рак поджелудочной железы.
- 9 мая — Генберге, Жан-Клод ван (46) — спортсмен-конник, выступавший за Бельгию и Украину.
- 9 мая — Менди Родан — румынско-израильский дирижёр.
- 10 мая — Андрей Громадский (88) — Герой Социалистического Труда.
- 10 мая — Есиповский, Игорь Эдуардович (49) — Губернатор Иркутской области (2008—2009); авиакатастрофа.
- 11 мая — Гумба, Абель Нгенде (82) — бывший премьер-министр Центрально-Африканской Республики; вице-президент (2003—2005).
- 11 мая — Игитян, Генрих Суренович (77) — армянский искусствовед, заслуженный деятель искусства Армении.
- 12 мая — Бабаян, Эдуард Арменакович (88) — советский и российский нарколог.
- 12 мая — Ошеровский, Матвей Абрамович (88) — театральный режиссёр, народный артист России.
- 12 мая — Сигети, Золтан (76) — венгерский гребец-каноист.
- 13 мая — Моника Бляйбтрой (65) — австрийская актриса театра и кино.
- 13 мая — Роже Планшон (77) — французский актёр и театральный режиссёр.
- 13 мая — Сагайдачный, Павел Порфирьевич (86) — Герой Советского Союза.
- 13 мая — Старовойтов, Александр Павлович (74) — заслуженный строитель БССР, Герой Социалистического Труда.
- 14 мая — Олег Ефименко (86) — физик, профессор в университете.
- 14 мая — Маркин, Виктор Григорьевич (82) — советский артист театра и кино.
- 14 мая — Подгаец, Михаил Яковлевич — украинский шахматист; международный мастер, заслуженный тренер СССР и России, заслуженный тренер ФИДЕ.
- 14 мая — Газалиев, Ахлям Аксанович (47) — российский музыкант, рок-бард
- 15 мая — Егоров, Юрий Сергеевич (80) — российский боксер.
- 15 мая — Некрасов, Всеволод Николаевич (75) — русский поэт.
- 15 мая — Аньелли, Сузанна (87) — министр иностранных дел Италии (1995—1996).
- 15 мая — Филипп, Николай Дмитриевич (83) — почётный член Академии наук Молдовы.
- 16 мая — Мордехай Лимон (85) — был четвёртым командующим ВМС Израиля.
- 16 мая — Рафаил Нахманович (82) — советский кинооператор.
- 17 мая — Марио Бенедетти (88) — уругвайский журналист, поэт и писатель, драматург, литературовед.
- 17 мая — Игорь Дмитренко (80) — физик, специалист в области.
- 18 мая — Прабхакаран, Велупиллаи (55) — лидер тамильских сепаратистов на Шри-Ланке; убийство.
- 18 мая — Оллуайн, Уэйн (63) — американский актёр, 32 года озвучивавший Микки-Мауса; диабет.
- 18 мая — Хей, Дэвид (92) — главный администратор подопечной территории Папуа-Новая Гвинея (1966—1970).
- 19 мая — Иванов, Андрей Евгеньевич (42) — российский футболист, чемпион России; алкоголизм.
- 19 мая — Йорк, Герберт (87) — американский физик, один из создателей атомной бомбы.
- 19 мая — Малиновская, Любовь Ивановна (88) — советская артистка театра и кино.
- 19 мая — Айдин Морикян (51) — армянский общественный деятель.
- 19 мая — Рейдерман, Максим (Макс) Исаакович (84) — учёный-медик, отец поэта Алексея Парщикова.
- 19 мая — Ферчготт, Роберт (92) — американский биохимик, лауреат Нобелевской премии.
- 20 мая — Николай Божененко (85) — капитан советских вооружённых сил, участник Великой Отечественной войны, художник-оформитель, скульптор, почётный гражданин города Новороссийска.
- 20 мая — Гордон, Люси (28) — британская и французская киноактриса и фотомодель; самоубийство.
- 20 мая — Борис Клейн (90) — советский архитектор.
- 20 мая — Матвей Крель — советско-австралийский дирижёр.
- 20 мая — Янковский, Олег Иванович (65) — российский и советский актёр, народный артист СССР; рак.
- 20 мая — Нгуен Ба Кан (75) — премьер-министр Южного Вьетнама (1975).
- 22 мая — Александр Межиров (85) — русский поэт и переводчик.
- 22 мая — Леонид Шолохов (82) — советский русский историк, кандидат исторических наук, профессор, директор музея Донского казачества в Новочеркасске.
- 23 мая — Барбара Рудник (50) — немецкая актриса театра и кино; рак молочной железы.
- 23 мая — Грицюк, Виктор Петрович (59) — известный российский фотограф и журналист Россия; от рака.
- 23 мая — Виталий Лисиченко (87) — советский, украинский криминалист.
- 23 мая — Но Му Хён (62) — бывший президент Южной Кореи; самоубийство.
- 24 мая — Варгина, Зоя Константиновна (91) — начальник Главного управления лесного хозяйства и охраны природы при Совете Министров Молдавской ССР.
- 24 мая — Константин Власко-Власов (89) — советский учёный, начальник специального конструкторского бюро.
- 25 мая — Хокон Ли (103) — норвежский политик. (en:Haakon Lie).
- 26 мая — Алаферовский, Юрий Петрович (66) — российский государственный деятель.
- 26 мая — Браун, Фрида (90) — австралийская политическая активистка.
- 26 мая — Питер Зезель (44) — канадский хоккеист; гемолитическая анемия.
- 28 мая — Аскер Гадагатль (86) — народный поэт Республики Адыгея, учёный-нартовед, доктор филологических наук.
- 28 мая — Эрколе Рабитти (88) — итальянский футболист и футбольный тренер.
- 28 мая — Шенин, Олег Семёнович (71) — российский политик.
- 29 мая — Стив Прест (43) — успешный снукерный тренер.
- 29 мая — Карин Руби (31) — олимпийская чемпионка по сноуборду; падение в расщелину на Монблане. (en:Karine Ruby).
- 30 мая — Евгений Лукинов (31) — тележурналист Первого канала.
- 30 мая — Кацир, Эфраим (93) — бывший президент Израиля (1973—1978).
- 30 мая — Джафар Нимейри (79) — маршал, бывший президент Судана (1969—1985).
- 30 мая — Луиш Кабрал (78) — председатель Государственного Совета Гвинеи-Бисау (1973—1980). (en:Luís Cabral).
- 30 мая — Фридляндер, Иосиф Наумович (95) — российский металловед, создатель сплавов, академик РАН (1984), сподвижник А. Н. Туполева.
- 30 мая — Вальдемар Матушка (76) — популярный чешский певец. (en:Waldemar Matuška).
- 31 мая — Белякович, Сергей Романович (55) — актёр, заслуженный артист России.
- 31 мая — Билаонова, Долорес-Луиза Николаевна (71) — оперная певица, народная артистка России.
- 31 мая — Вертоградов, Андрей Аркадьевич (63) — артист театра и кино.
- 31 мая — Дин, Миллвина (97) — последняя из выживших пассажирок «Титаника».
- 31 мая — Кузьмин, Аркадий Дмитриевич (86) — советский и российский астроном.
- 31 мая — Невинный, Вячеслав Михайлович (74) — советский российский актёр, народный артист СССР; осложнения из-за сахарного диабета.
- 31 мая — Джордж Тиллер (67) (англ. George Tiller) — американский врач, практиковавший аборты на поздних сроках беременности; убийство.
- 31 мая — Фере, Эдуард Вадимович (73) — украинский генерал МВД, один из главных свидетелей по делу об убийстве журналиста Георгия Гонгадзе. Умер, находясь с 2003 года в коме.
- 31 мая — Камала Сурайя (75) —  индийская поэтесса.